# 太平洋橡樹學院
太平洋橡樹學院（Pacific Oaks College）是位於美國加利福尼亞州帕薩迪納的一所私立大學，成立於1945年。該學院在加利福尼亞州的奇科、薩克拉門托、薩利納斯及圣塔克魯茲有授课点，此外也提供在線課程。2015年《美國新聞與世界報道》 未將其列入排名。

## 外部連結
- Official website（页面存档备份，存于）
- Pacific Oaks Children's School（页面存档备份，存于）
- TCS Education System（页面存档备份，存于）